# Carbuncle Cup
Der Carbuncle Cup ist ein Negativ-Architekturpreis, der jährlich vom Magazin Building Design für das hässlichste in den letzten zwölf Monaten im Vereinigten Königreich fertiggestellte Gebäude vergeben wird.

## Hintergrund
Der Preis basiert auf der Idee des Magazins Prospect, das den Carbuncle Award seit 2000 vergibt. Der Preis soll eine Persiflage auf den Stirling-Preis sein, der vom Royal Institute of British Architects für den größten Beitrag zur britischen Architektur im abgelaufenen Jahr vergeben wird. Der Name des Preises ist von einem Kommentar von Prinz Charles abgeleitet. Er beschrieb die von Richard Rogers vorgeschlagene Erweiterung der National Gallery von London als einen „monströsen Karbunkel auf dem Gesicht eines geliebten und eleganten Freundes“. Der Preis wurde zum ersten Mal 2006 für das Drake Circus Shopping Centre in Plymouth von Chapman Taylor vergeben. Eine Liste der Nominierungen wird jedes Jahr von Building Design veröffentlicht, diese fällt normalerweise zeitlich mit der Nominierung für den Stirling-Preis zusammen. Bis 2008 konnte auf der Webseite des Magazins abgestimmt werden, seit 2009 wählt eine kleine Gruppe von Kritikern den endgültigen Gewinner.

## Nominierungen und Preisträger

### 2006
Die Nominierungen fanden im Oktober 2006 statt und umfassten 10 Gebäude.
| Gebäude                       | Ort                     | Architekt                  | Bilder |
| ----------------------------- | ----------------------- | -------------------------- | ------ |
| Drake Circus Shopping Centre  | Plymouth                | Chapman Taylor             |        |
| Lough Road housing            | Holloway, London        | CZWG                       |        |
| Nexus One                     | Swiss Cottage, London   | S&P Architects             |        |
| St George Wharf               | Lambeth, London         | Broadway Malyan            |        |
| Serpentine Pavilion           | Hyde Park, London       | Rem Koolhaas               |        |
| University College Hospital   | Bloomsbury, London      | Llewlyn Davies             |        |
| BBC Radio Merseyside          | Liverpool               | Page & Park                |        |
| Moor House office development | London                  | Foster & Partners          |        |
| Ibis Hotel                    | Harbourside, Bristol    | Faulkner Brown             |        |
| St George’s Island            | Castlefield, Manchester | John McAslan / Dandara Ltd |        |

### 2007
2007 wurden sieben Gebäude nominiert. Opal Court, ein Studentenwohnheim in Leicester, gewann.
| Gebäude           | Ort                      | Architekt                      | Bilder |
| ----------------- | ------------------------ | ------------------------------ | ------ |
| KX200             | Pentonville Road, London | Allford Hall Monaghan Morris   |        |
| Opal Court        | Leicester                | Stephen George and Partners    |        |
| More London       | South Bank, London       | Foster & Partners              |        |
| Skydec apartments | London                   | Edward Potter Associates       |        |
| Orion Building    | Birmingham               | BBLB Architects mit John Rocha |        |
| Treasure House    | Beverley, East Yorkshire | East Riding Council und Atkins |        |
| Holiday Inn       | Westhill, Aberdeenshire  | Peter Redhead Architects       |        |

### 2008
2008 wurden sieben Gebäude nominiert. Preisträger wurde das Radisson Hotel in Jersey.
| Gebäude                       | Ort                  | Architekt                    | Bilder |
| ----------------------------- | -------------------- | ---------------------------- | ------ |
| Broadgate Tower               | Bishopsgate, London  | Skidmore, Owings and Merrill |        |
| B-Central apartments          | Bournemouth          | Trinity Architecture         |        |
| Walton Street car park        | Aylesbury            | Bourne Parking               |        |
| Bridgewater Place             | Leeds                | Aedas                        |        |
| Aqua housing                  | Poole                | BCA Architects               |        |
| Blue Fin building             | Bankside, London     | Allies and Morrison          |        |
| Radisson SAS Waterfront hotel | Saint Helier, Jersey | EPR Architects               |        |

### 2009
Im August 2009 wurden zehn Gebäude nominiert. Preisträger wurde das Liverpool Ferry Terminal, das University of Nottingham Amenity building und die Queen Margaret University erreichten Platz 2 und 3.
| Gebäude                                    | Ort                                     | Architekt               | Bilder |
| ------------------------------------------ | --------------------------------------- | ----------------------- | ------ |
| Hotel Missoni                              | Edinburgh                               | Allan Murray Architects |        |
| Westfield Shopping Centre                  | Shepherd’s Bush, London                 | Westfield Group         |        |
| Amenities Building and International House | University of Nottingham Jubilee Campus | MAKE Architects         |        |
| Poundbury Fire Station                     | Poundbury, Dorset                       | Carden Croft            |        |
| Liverpool Ferry Terminal                   | Liverpool                               | Hamilton Architects     |        |
| Queen Margaret University                  | Musselburgh, East Lothian               | Dyer Associates         |        |
| Theatre Severn                             | Shrewsbury                              | Austin-Smith:Lord       |        |
| Woodlands Manor                            | Belfast                                 | Coogan & Co.            |        |
| One Park West                              | Liverpool One                           | Pelli Clarke Pelli      |        |
| Union Plaza                                | Aberdeen                                | Halliday Fraser Munro   |        |

### 2010
2010 bestand die Jury aus Jonathan Glancey, Owen Hatherley, Amanda Baillieu und Ellis Woodman. Die Liste mit den sechs nominierten Gebäuden wurde im Juli bekannt gegeben. Den Preis erhielt das Strata building in London.
| Gebäude               | Ort                         | Architekt             | Bilder |
| --------------------- | --------------------------- | --------------------- | ------ |
| Strata SE1            | Elephant and Castle, London | BFLS                  |        |
| Bézier Apartments     | Old Street, London          | T. P. Bennett         |        |
| St Anne’s Square      | Belfast                     | WDR & RT Taggart      |        |
| Haymarket Hub         | Newcastle                   | Reid Jubb Brown       |        |
| The Cube              | Birmingham                  | MAKE Architects       |        |
| Burns Monument Centre | Kilmarnock                  | East Ayrshire Council |        |

### 2011
Die Jury aus den drei Journalisten Rowan Moore (Observer), Hugh Pearman (Sunday Times) und Jonathan Glancey (The Guardian) wählte MediaCityUK in Salford auf den ersten Platz. Die verantwortlichen Architekten waren Fairhurst, Chapman Taylor und Wilkinson Eyre.
| Gebäude                                 | Ort                         | Architekt                                    | Bilder |
| --------------------------------------- | --------------------------- | -------------------------------------------- | ------ |
| MediaCityUK,                            | Salford, Greater Manchester | Fairhurst, Chapman Taylor and Wilkinson Eyre |        |
| Ebenezer Chapel and Housing Development | Brighton                    | Molyneux Architects                          |        |
| Museum of Liverpool                     | Liverpool                   | 3XN/AEW Architects                           |        |
| Newport Station                         | Newport, Wales              | Grimshaw Architects and Atkins               |        |
| One Hyde Park                           | Knightsbridge, London       | Rogers Stirk Harbour + Partners              |        |
| Phoenix High School                     | Shepherd's Bush, London     | Bond Bryan                                   |        |

### 2012
Die aus den Kolumnisten Hank Dittmar, Gillian Darley und Owen Hatherley und dem Chefredakteur Ellis Woodman von BD-Online kürten das Gebäude Cutty Sark Renovation in Greenwich (London) zum Gewinner.
| Gebäude                | Ort                  | Architekt                      | Bilder |
| ---------------------- | -------------------- | ------------------------------ | ------ |
| Cutty Sark Renovation  | Greenwich, London    | Grimshaw Architects            |        |
| ArcelorMittal Orbit    | Olympic Park, London | Anish Kapoor and Cecil Balmond |        |
| Firepool Lock Housing  | Taunton, Somerset    | Andrew Smith Architects        |        |
| Mann Island Buildings  | Liverpool            | Broadway Malyan                |        |
| Shard End Library      | Birmingham           | IDP Partnership                |        |
| Titanic Belfast Museum | Belfast              | Todd Architects and Civic Arts |        |

### 2013
Ausgezeichnet wurde 2013 die Caledonian Road des University College London.
| Gebäude                                             | Ort                       | Architekt                              | Bilder                                              |
| --------------------------------------------------- | ------------------------- | -------------------------------------- | --------------------------------------------------- |
| 465 Caledonian Road                                 | University College London | Stephen George & Partners              | Premier Inn (bekannt als General Lying-In Hospital) |
| Avant Garde, 34–42 Bethnal Green Road               | Bethnal Green, London     | Stock Woolstencroft                    | Premier Inn (bekannt als General Lying-In Hospital) |
| Castle Mill housing                                 | Port Meadow, Oxford       | Frankham Consultancy Group             | Premier Inn (bekannt als General Lying-In Hospital) |
| Porth Eirias Watersports Centre                     | Colwyn Bay, Wales         | K2 Architects                          | Premier Inn (bekannt als General Lying-In Hospital) |
| Premier Inn (bekannt als General Lying-In Hospital) | Lambeth, London           | Hamiltons                              | Premier Inn (bekannt als General Lying-In Hospital) |
| Redcar Beacon ('The Vertical Pier')                 | Redcar, North Yorkshire   | Seven Architecture and Smeeden Foreman | Premier Inn (bekannt als General Lying-In Hospital) |

### 2014
Gewinner des 2014 ausgerufenen Wettbewerbs wurde das Einkaufszentrum „Woolwich Central“ in London.
| Gebäude               | Ort                | Architekt       | Bilder |
| --------------------- | ------------------ | --------------- | ------ |
| Woolwich Central      | Woolwich, London   | Sheppard Robson |        |
| Chancellor's Building | University of Bath | Stride Treglown |        |
| QN7 flats             | Holloway, London   | CZWG            |        |
| Trinity Square        | Gateshead          | 3DReid          |        |
| Unite Stratford City  | Stratford, London  | BDP             |        |
| Vauxhall Tower        | Vauxhall, London   | Broadway Malyan |        |

### 2015
Gewonnen hat 2015 das Gebäude an der 20 Fenchurch Street, das aufgrund seiner Form den Namen „The Walkie-Talkie“ erhalten hat.
| Gebäude                                   | Ort                     | Architekt                        | Bilder |
| ----------------------------------------- | ----------------------- | -------------------------------- | ------ |
| 20 Fenchurch Street ('The Walkie-Talkie') | City of London          | Rafael Viñoly                    |        |
| City Gateway                              | Swaythling, Southampton | Fluid Design                     |        |
| Parliament House                          | Lambeth, London         | Keith Williams Architects        |        |
| Waltham Forest YMCA building              | Waltham Forest, London  | Robert Kilgour Architects        |        |
| Poole Methodist Church                    | Poole, Dorset           | Intelligent Design Centre        |        |
| Woodward Hall Imperial College London     | North Acton, London     | careyjones chapmantolcher (CJCT) |        |

### 2016
Das Lincoln Plaza konnte im Jahr 2016 den Award für sich verbuchen. Ausgezeichnet wurden die Gewinner von der BD-Redakteur Thomas Lane, dem BD-Kolumnist Ben Flatman, dem Architekten und Architekturkritiker Ike Ijeh, und dem LSE-Abteilungsleiter Julian Robinson bestand. Bei der Beurteilung wurden auch die Lesermeinungen mit einbezogen.
| Gebäude                          | Ort                           | Architekt                 | Bilder |
| -------------------------------- | ----------------------------- | ------------------------- | ------ |
| Lincoln Plaza                    | Isle of Dogs, London          | Hamiltons Architects      |        |
| 5 Broadgate                      | Broadgate, City of London     | Make Architects           |        |
| One Smithfield                   | Stoke-on-Trent, Staffordshire | RHWL                      |        |
| Poole Methodist Church extension | Poole, Dorset                 | Intelligent Design Centre |        |
| Park Plaza Westminster Bridge    | Lambeth, London               | ESA Architecture          |        |
| Preston railway station          | Preston, Lancashire           | AHR                       |        |

### 2017
In diesem Jahr wurde die Nova Victoria der City of Westminster ausgezeichnet.
| Gebäude                                        | Ort                             | Architekt                 | Bilder |
| ---------------------------------------------- | ------------------------------- | ------------------------- | ------ |
| Nova Victoria                                  | City of Westminster, London     | PLP Architecture          |        |
| 8 Somers Road                                  | Malvern, Worcestershire         | Vivid Architects          |        |
| Circus West                                    | Battersea Power Station, London | SimpsonHaugh and Partners |        |
| Greetham Street Student Halls                  | Portsmouth                      | Cooley Architects         |        |
| Park Plaza Westminster Bridge                  | Lambeth, London                 | ESA Architecture          |        |
| Preston railway station Butler Street entrance | Preston, Lancashire             | AHR                       |        |

### 2018
Gewonnen hat 2018 das Redrock Stockport in Greater Manchester.
| Gebäude             | Ort                           | Architekt                     | Bilder |
| ------------------- | ----------------------------- | ----------------------------- | ------ |
| Redrock Stockport   | Stockport, Greater Manchester | BDP                           |        |
| 20 Ambleside Avenue | Streatham, London             | Pace Jefford Moore Architects |        |
| Beckley Point       | Plymouth                      | Boyes Rees Architects         |        |
| Haydn Tower         | Vauxhall, London              | Rolfe Judd                    |        |
| Lewisham Gateway    | Lewisham, London              | PRP Architects                |        |
| Shankly Hotel       | Liverpool                     | Signature Living              |        |